# Pelourinho do Louriçal
O Pelourinho do Louriçal, ou Cruzeiro de Louriçal, situa-se junto do Convento do Louriçal e da Igreja Matriz da mesma povoação na freguesia do Louriçal, município de Pombal, no distrito de Leiria, em Portugal.
Trata-se dum pelourinho quinhentista transformado em cruzeiro desde o ano de 1908.
Conjectura-se como data da sua construção finais do século XVI ou inícios do século XVII sendo, portanto, posterior ao foral manuelino dado ao Louriçal em 1514.
Está sobre uma plataforma de três degraus, estando o degrau térreo quase ao nível do pavimento, actualmente calcetado. A base, de forma octogonal, assenta sobre um paralelepípedo baixo, com um ressalto inferior e rematado superiormente por um toro e plinto também octogonais, imitando, na ordem inversa, o ressalto inferior, ainda que de menor altura.
A coluna, inspirada na ordem toscana, é composta por um fuste cilíndrico e liso, não muito alto, sobre duas molduras circulares escalonadas. O capitel é composto por astrágalo, gola, equino e um ábaco circular, sobre o qual assenta um tabuleiro quadrado saliente que suporta o remate, constituído actualmente por uma cruz latina de braços lisos (que não existia na construção original).
Está classificado como Imóvel de Interesse Público desde 11 de Outubro de 1933 e está incluído na Zona Especial de Proteção da Igreja do Convento do Louriçal, que por sua vez está classificada como Monumento Nacional desde 1939.